# Lituânia
A Lituânia (em lituano: Lietuva), oficialmente República da Lituânia (em lituano: Lietuvos Respublika), é uma das três repúblicas bálticas. Limita ao norte com a Letônia, ao leste e ao sul com a Bielorrússia, ao sul com a Polônia, ao sul e ao oeste com o exclave russo de Kaliningrado e ao oeste com o mar Báltico. Sua capital é a cidade de Vilnius, no leste do país. Outras cidades importantes são Kaunas e Klaipėda.
É um dos países-membros da União Europeia (UE). É atualmente um país desenvolvido, possuindo bons indicadores sociais, refletindo no fato do país possuir o 35.° mais alto Índice de Desenvolvimento Humano (IDH) em 2013, e o 41° maior PIB PPC per capita entre os países do mundo segundo dados do Banco Mundial para o ano de 2013.
O país apresenta taxas de crescimento vegetativo negativo, uma vez que, segundo estimativas para 2013, possui 2 955 986 habitantes, uma redução de mais de 400 000 habitantes se comparado ao estimado em 2007, que foi de cerca de 3,36 milhões de pessoas naquele ano.

## Etimologia
O primeiro registo do nome Lituânia (em lituano: Lietuva) aparece a 9 de Março de 1009 na história de São Bruno, parte da Crónica de Quedlinburg. A Crónica recorda uma forma latinizada do nome Lietuva: Litua”. Devido à falta de testemunhos confiáveis, o verdadeiro significado do nome é desconhecido, e até hoje debatido por especialistas, mas existem algumas hipóteses plausíveis.
Considerando que Lietuva tem um sufixo (-uva), a palavra original não tinha sufixo, e um bom candidato é Lietā. Visto que muitos etnónimos bálticos têm origem em hidrónimos, linguistas têm procurado a origem do nome entre os hidrónimos locais. O pequeno rio Lietava é considerado como a origem do nome, pois passa pela cidade de Kernavė, que poderá ter sido a primeira capital do eventual Grão-Ducado da Lituânia e núcleo dos primeiros estados Lituanos. No entanto, devido ao pequeno tamanho do rio, muitos pensam que é improvável que algo tão diminutivo tenha dado o nome a toda uma nação, embora não fosse sem precedentes na história do mundo.
Outra hipótese é a possibilidade proposta de que Lietuva advém da palavra usada para designar uma casta de guerreiros que surgiu na Lituânia no século XIII. Esta palavra foi mais tarde usada como um etnónimo para os lituanos, e ainda é parcialmente usada dessa forma em letão, uma língua fortemente relacionada com lituano.

## História
Mencionada pela primeira vez a 14 de fevereiro de 1009, a Lituânia cresceu até se tornar uma nação relevante na Idade Média. Considera-se que a data de constituição do estado é a da coroação oficial do rei Mindaugas, a 6 de julho de 1253 em Voruta (atual Vilnius), que uniu os duques lituanos rivais numa nação e estado. Em 1241, 1259, 1275 e 1277 o reino foi alvo de reis mongóis vindos da Horda de Ouro. Em 1385 uniu-se à Polónia em união pessoal quando o rei lituano Jogaila (Jagiello, em idioma polaco) foi coroado rei da Polónia. Em 1569, a Polônia e a Lituânia formaram a Comunidade Polaco-Lituana. Com a união com a Polônia, a Lituânia transformou-se num reino independente e multi-étnico que na sua máxima extensão, no século XV, ocupou a maior parte da Europa de Leste desde o mar Báltico até ao mar Negro. Essa união manteve-se até às partições da Polónia em 1795, quando a própria Lituânia foi anexada pelo Império Russo.
A Lituânia restabeleceu a sua independência a 16 de fevereiro de 1918. Em seguida, envolveu-se em disputas territoriais ocupados pelos polacos e com a Alemanha (acerca de Klaipėda), a Polônia (acerca da capital, Vilnius, e da Lituânia Oriental). Foi anexada pela União Soviética em 1940 durante a Segunda Guerra Mundial graças a um pacto secreto germano-soviético assinado pelos ministros dos negócios estrangeiros dos dois países, Ribbentrop e Molotov (Pacto Molotov-Ribbentrop).
O período socialista terminou depois da chegada da glasnost e a Lituânia, liderada pelo movimento pela independência Sajūdis, anticomunista e antissoviético, proclamou a independência a 11 de março de 1990. Foi a primeira república soviética a fazê-lo, embora as forças soviéticas tivessem sem sucesso tentado suprimir a revolta independentista até agosto de 1991, o que iria levar ao desmembramento da própria União Soviética. As últimas tropas russas saíram do país a 31 de agosto de 1993 — antes mesmo que da Alemanha Oriental.

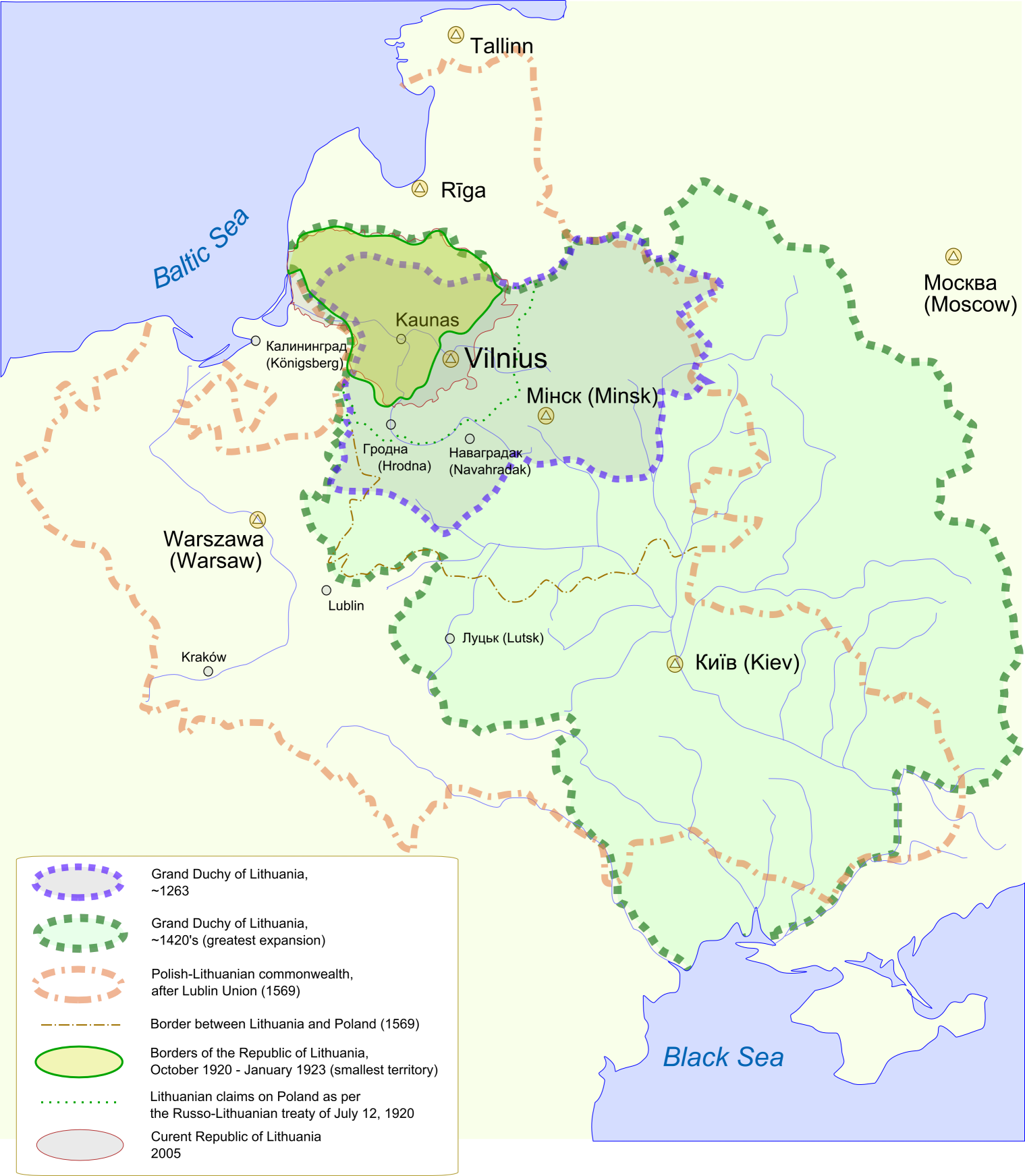
Mapa com as mudanças ocorridas no território da Lituânia do século XIII até os dias atuais.

A 4 de fevereiro de 1991, a Islândia tornou-se o primeiro país a reconhecer a independência da Lituânia e a Suécia foi o primeiro país a abrir uma embaixada. Os Estados Unidos e vários outros países ocidentais nunca reconheceram as reivindicações da União Soviética sobre a Lituânia.
A Lituânia foi admitida nas Nações Unidas a 16 de setembro de 1991. A 31 de maio de 2001, o país tornou-se o 141.º membro da Organização Mundial do Comércio. Desde 1988, a Lituânia tem procurado estreitar os laços com o ocidente e a 4 de janeiro de 1994 tornou-se o primeiro estado báltico a pedir a entrada na OTAN, sendo convidada a iniciar as negociações a 21 de novembro de 2002 e tornando-se membro de pleno direito a 29 de março de 2004. A 1 de fevereiro de 1998, o país tornou-se Membro Associado da União Europeia, a 16 de abril de 2003 assinou o Tratado de Adesão à UE, a 11 de maio de 2003 91% dos eleitores aprovaram em referendo a adesão à União e a 1 de maio de 2004 tornou-se membro da UE, regressando ao velho objetivo proclamado em 1254 pelo rei Mindaugas de se tornar parte do ocidente e da Europa.

## Geografia

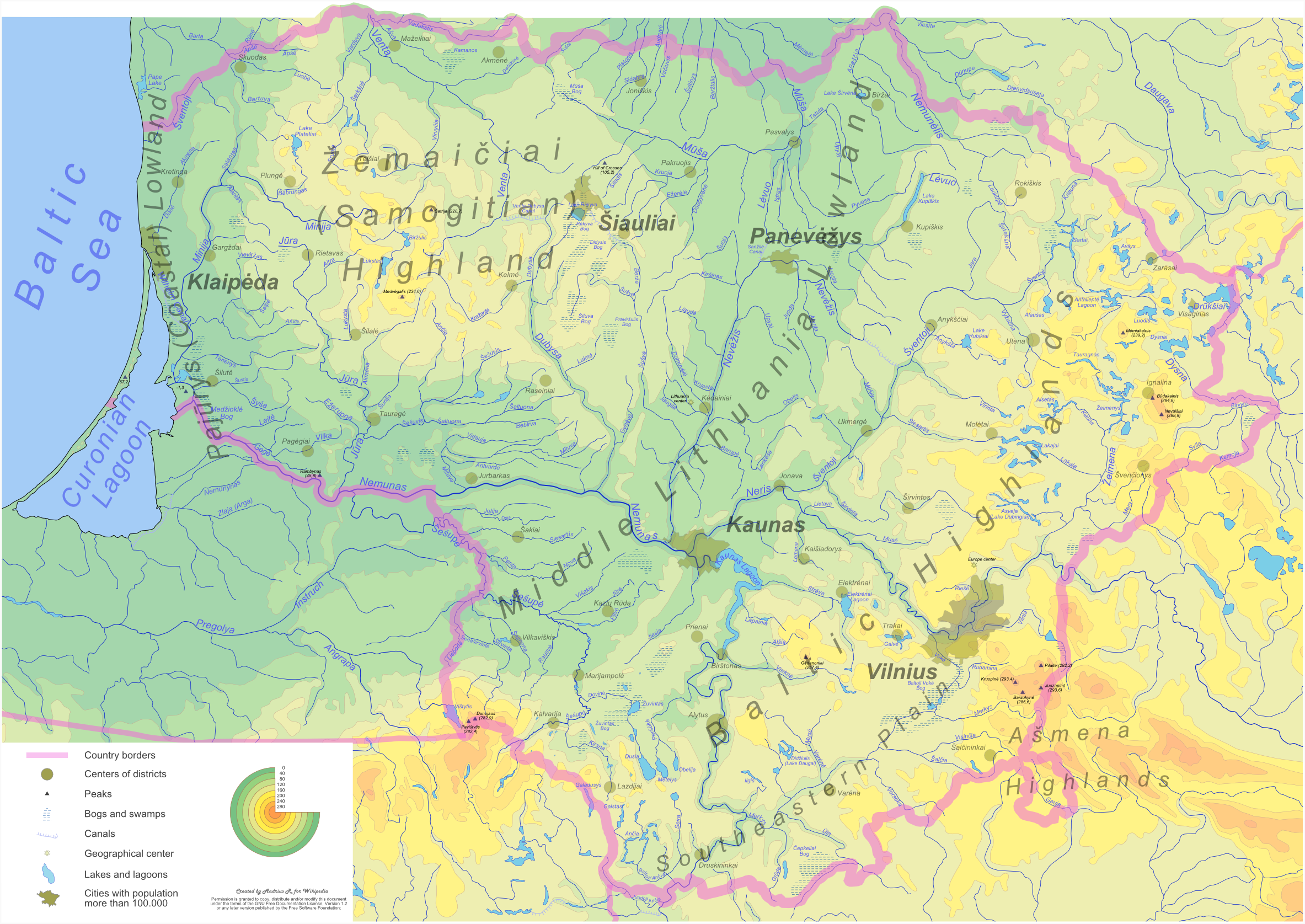
Mapa topográfico da Lituânia.

Sendo a maior e a mais populosa República Báltica, a Lituânia é um país com pequena costa arenosa de aproximadamente 100 km; desses, apenas 40 km são abertos ao mar Báltico. O maior porto de águas quentes do país é o de Klaipėda, localizado na desembocadura da laguna da Curlândia (uma laguna rasa que se estende ao sul de Kaliningrado e que se separa do mar Báltico por um enorme banco de areia de 100 km). A reserva natural da laguna da Curlândia — o Parque Nacional Kursiu Nerija — é considerada Patrimônio Comum da Humanidade pela UNESCO.
O rio Nemunas e alguns de seus afluentes são usados para a navegação fluvial. Situada entre as latitudes 53,53 e 56,27 N e longitudes 20,56 e 26,50 L, a Lituânia é plana — exceto por colinas de morenas em planaltos do oeste e nas montanhas do leste, não superiores, entretanto, a 300 m. O terreno é marcado por numerosos lagos pequenos e pântanos, e também por zonas de floresta que cobrem cerca de 30% do país. A estação de cultivo dura cerca de 169 dias no leste e 202 dias no oeste; a maioria das fazendas firma-se sobre solos arenosos e argilosos. Pedra calcária, argila, areia e cascalho são alguns dos recursos primários naturais da Lituânia. A plataforma continental possui reservas estimadas em 1,6 milhão de m³ de petróleo (o equivalente a 10 mil milhões de barris), e no sul existem reservas de minério de ferro e granito que podem oferecer bastantes dividendos. Segundo alguns geógrafos, a capital da Lituânia, Vilnius, está localizada no centro geográfico da Europa.

## Demografia

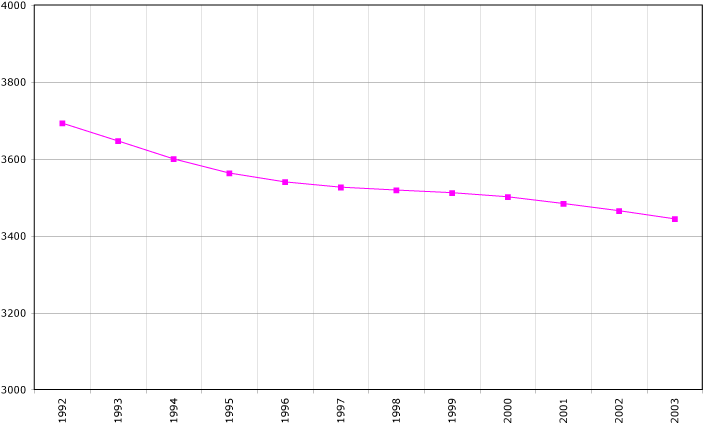
Evolução demográfica da Lituânia. Dados da FAO, ano 2005; Habitantes em milhares.

83,5% da população lituana são lituanos étnicos, que falam a língua lituana. As minorias mais expressivas são os polacos (7%) russos (5%) e bielorrussos (1,5%).
Os polacos são a minoria mais expressiva, concentrando-se no sudeste da Lituânia (região de Vilnius). Os russos são a segunda minoria em importância, sendo a maioria em Visaginas e tendo expressivas comunidades em Vilnius e Klaipėda.
A religião predominante é o catolicismo (80%), porém há comunidades ortodoxas, protestantes, judaicas, islâmicas e ainda karaistas (um antigo ramo do judaísmo do qual existe uma comunidade na cidade de Trakai).

### Línguas
A língua lituana (lietuvių kalba) é a língua oficial da Lituânia e também é reconhecida como uma das línguas oficiais da União Europeia. Há cerca de 3 milhões de falantes do lituano no país e cerca de 200 000 no exterior. O lituano é uma língua báltica (uma das duas línguas remanescentes do grupo báltico), muito próxima do letão, embora elas não sejam mutuamente inteligíveis. Na escrita é usada uma versão adaptada do alfabeto latino. Acredita-se que o lituano seja uma das mais conservadoras dentre as línguas vivas da família das línguas indo-europeias, pois mantém muitas das características do protoindo-europeu. Na Lituânia também são faladas outras línguas em menor escala, principalmente o polonês, o bielorrusso, o ucraniano e o russo.

### Religião

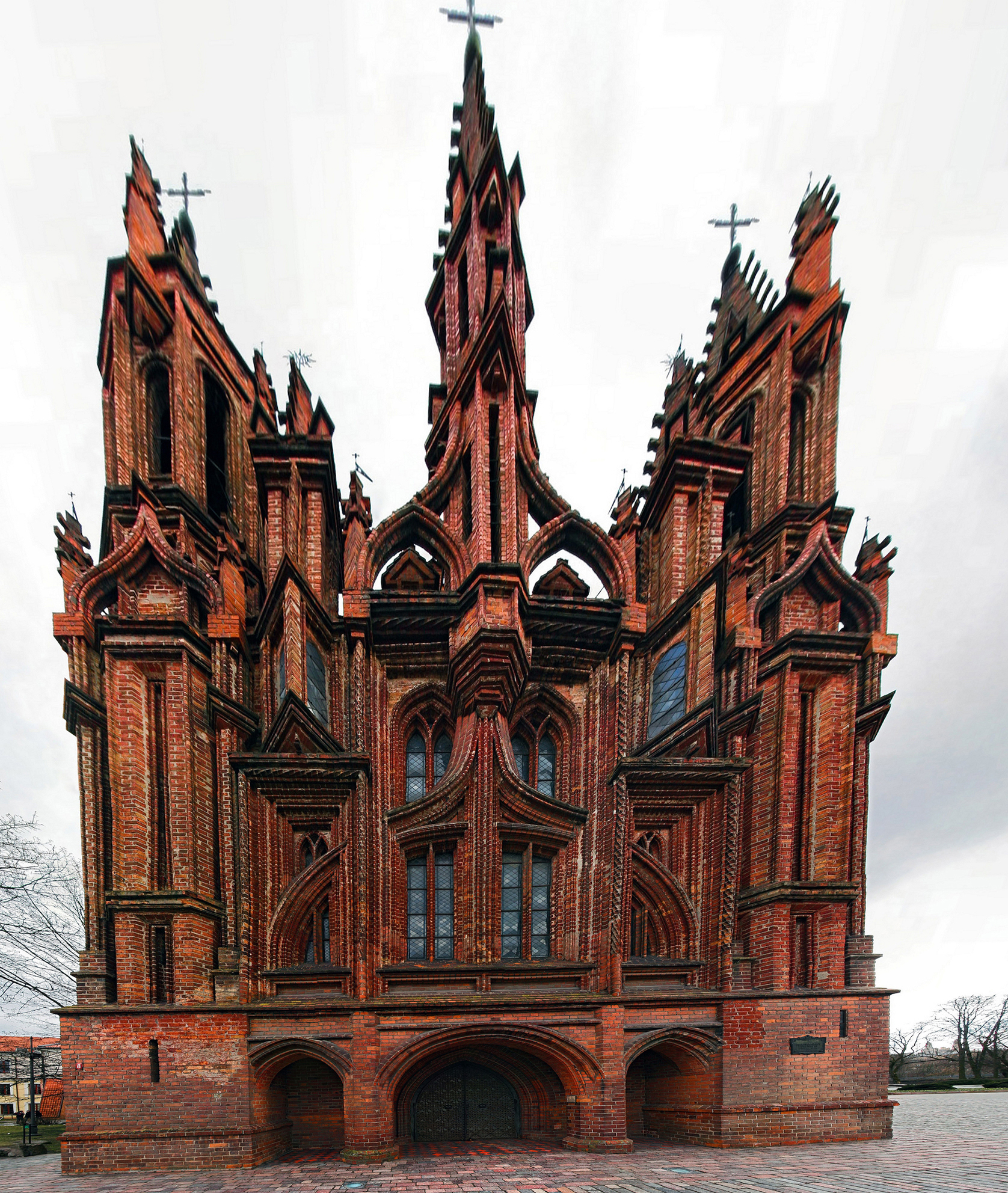
Igreja de Santa Ana, em Vilnius

Os censos de 2001 mostram que a grande maioria da população da Lituânia segue o Cristianismo, sendo esta crença partilhada por 85% dos lituanos. A grande parte da população Cristã pratica o catolicismo (79%), seguem-se os membros da Igreja Ortodoxa Russa (4,1%) e os protestantismo (1,9%). Os lituanos que se dizem não religiosos são 9,5% e a crença de 5,5% da população é desconhecida. Há também comunidades judaicas e islâmicas na Lituânia.
Outros dados, divulgados mostram que a população católica da Lituânia corresponde a 82,3% do total de lituanos.
O santo padroeiro da Lituânia é São Casimiro filho do rei Casimiro IV (rei do reino Polono-Lituano) da dinastia lituana dos Jogaila (quem iniciou a dinastia foi o rei lituano Jogaila que casou com a rainha Edwiges da Polonia).
Em setembro de 2018 o papa Francisco realizou uma viagem apostólica ao país.

## Política
Desde que a Lituânia declarou a restauração de sua independência em 11 de março de 1990, manteve fortes tradições democráticas. Realizou suas primeiras eleições gerais independentes em 25 de outubro de 1992, nas quais 56,75% dos eleitores apoiaram a nova constituição. Houve intensos debates sobre a constituição, particularmente sobre o papel do presidente. Um referendo separado foi realizado em 23 de maio de 1992 para avaliar a opinião pública sobre o assunto, e 41% dos eleitores apoiaram a restauração do presidente da Lituânia. Um sistema semipresidencial foi acordado.
O chefe de estado lituano é o presidente, eleito diretamente para um mandato de cinco anos e servindo no máximo dois mandatos. O presidente supervisiona as relações exteriores e a segurança nacional e é o comandante-chefe das Forças Armadas. O presidente também nomeia o primeiro-ministro e, com a nomeação deste último, o restante do gabinete, bem como vários outros funcionários públicos importantes e os juízes de todos os tribunais. O atual chefe de estado lituano, Gitanas Nausėda, foi eleito em 26 de maio de 2019 por unanimidade em todos os municípios da Lituânia.
Os juízes do Tribunal Constitucional (Konstitucinis Teismas) cumprem mandatos de nove anos. São nomeados pelo Presidente, pelo Presidente do Seimas e pelo Presidente do Supremo Tribunal, cada um dos quais nomeia três juízes. O parlamento unicameral lituano, o Seimas, tem 141 membros eleitos para mandatos de quatro anos. 71 de seus membros são eleitos em círculos uninominais, e os demais em votação nacional por representação proporcional. Um partido deve receber pelo menos 5% dos votos nacionais para ser elegível para qualquer um dos 70 assentos nacionais no Seimas.

## Subdivisões

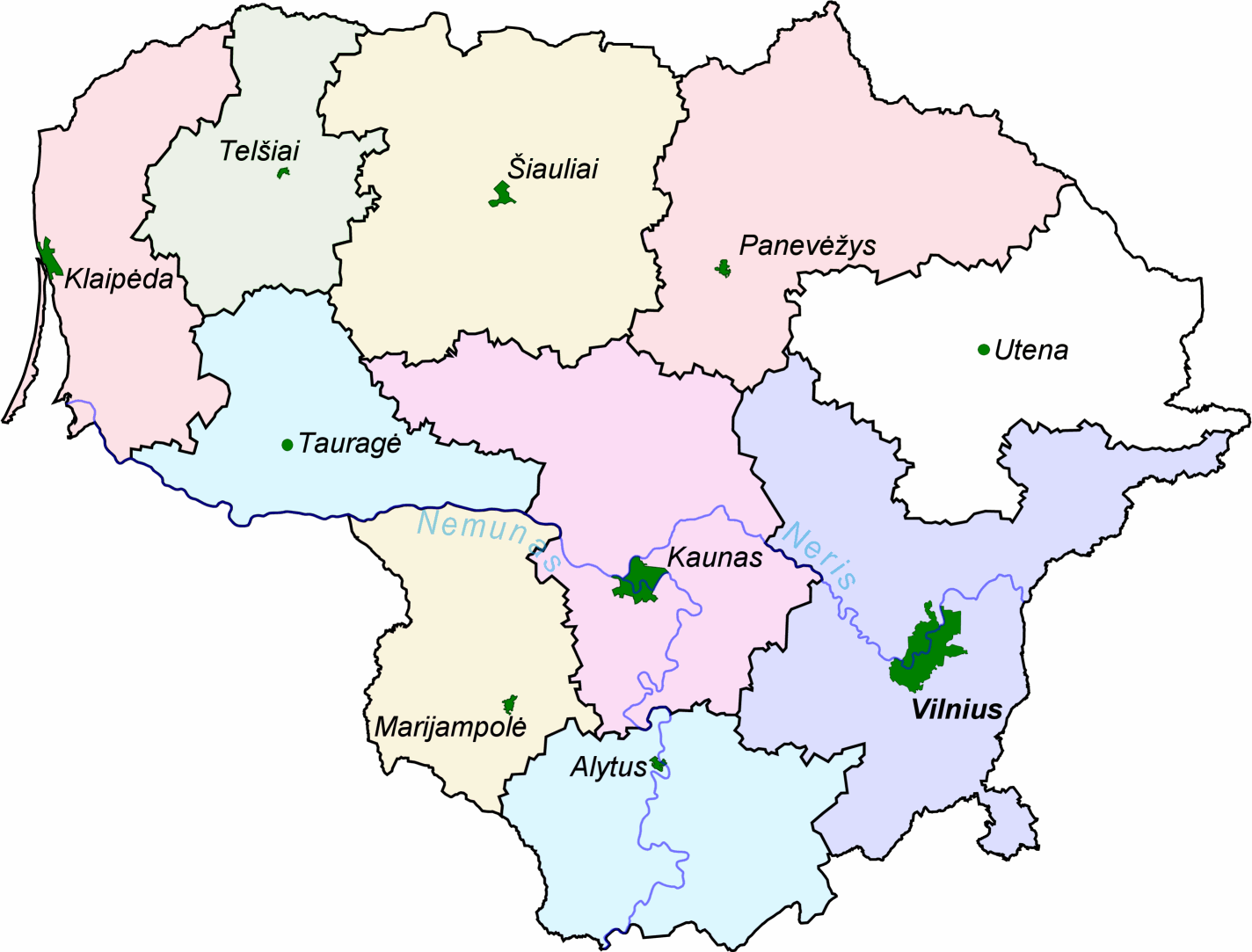
Mapa dos apskritys e suas capitais.

A Lituânia encontra-se dividida em 10 condados (em lituano: apskritys, singular apskritis).
1. Alytus
2. Kaunas
3. Klaipėda
4. Marijampolė
5. Panevėžys
6. Šiauliai
7. Tauragė
8. Telšiai
9. Utena
10. Vilnius

## Economia

Principais produtos de exportação da Lituânia em 2019.

Desde a sua segunda independência, em 1991 e durante muitos anos, a Lituânia concentrou a maior parte de seu comércio com a Rússia. Porém, enfrentou uma crise em 1999 devido a opções econômicas inadequadas e devido ao seu despreparo para lidar com a crise russa ocorrida no ano anterior. Após isso, passou a direcionar a maior parte de seu comércio para o Ocidente, ingressando também na OMC.
Em 2003, um ano antes de ingressar na União Europeia, a Lituânia foi o país que teve o maior crescimento dentre os países candidatos a ingressar no bloco no ano seguinte: 8,8%. Em 2004, 7,5%; 2005, 8,1%, 2006, ano de entrada na UE, o crescimento do PIB atingiu 6,6%.
Após a entrada na UE, ocorrida em 1 de maio de 2004, o desemprego caiu para 10,6% da população economicamente ativa. Porém muitos analistas dizem que parte disto se deveu à emigração de lituanos para outros países da União Europeia desde aquela data. A moeda nacional até final de 2014, o litas (LTL), manteve-se atrelada ao euro desde 2002, a uma taxa aproximada de 3,45 LTL por 1 euro. A Lituânia tornou-se no 19.º membro da Zona Euro em 1 de janeiro de 2015.
Apesar do crescimento económico do país, muitos vivem ainda numa pobreza abjeta, e a situação não parece melhorar. É visível o aparecimento de uma elite urbana, enquanto a pobreza rural pouco mudou. Segundo o Departamento de Estado dos EUA, o salário-mínimo mensal na Lituânia era equivalente, aproximadamente, a 300€.

## Infraestrutura

### Educação
A Constituição da Lituânia determina que a educação é gratuita e obrigatória até o ensino médio. O Ministério da Educação e Ciência é responsável por propor políticas e metas educacionais nacionais, que devem ser deliberadas e aprovadas no Seimas. As leis regem a estratégia educacional de longo prazo, juntamente com as leis gerais sobre padrões de ensino superior, treinamento vocacional, direito e ciências, educação de adultos e educação especial. Cerca de 3,8% do PIB foram destinados a despesas com a educação pública em 2017, o que se revela modesto em comparação com outros países europeus.

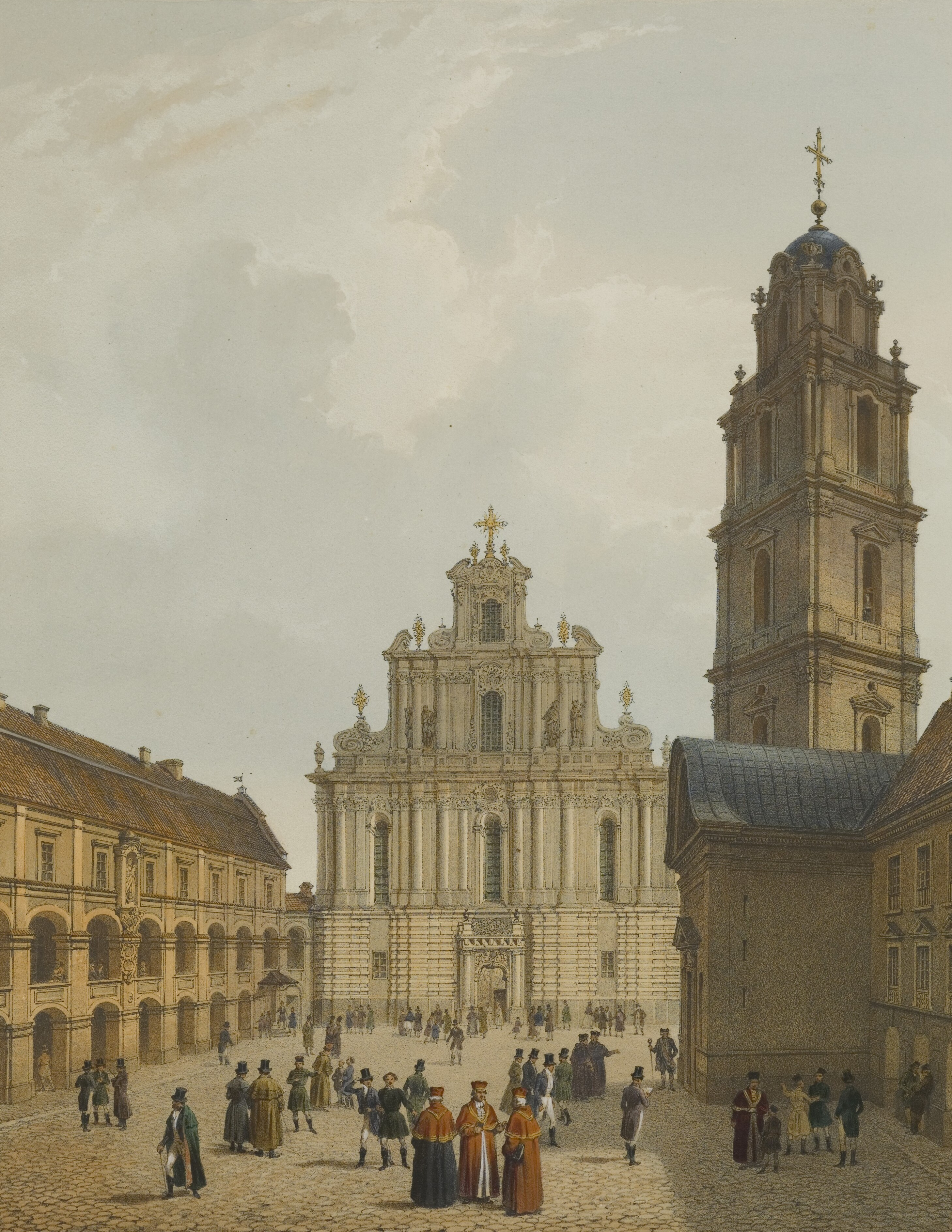
Universidade de Vilnius, uma das universidades mais antigas da região. Foi estabelecida por Estêvão Báthory, Rei da Polônia e Grão-duque da Lituânia, em 1579.

De acordo com a Central Intelligence Agency (CIA), a taxa de alfabetização entre os lituanos com 15 anos ou mais é de 99,8%. As taxas de frequência escolar estão acima da média da União Europeia e as férias escolares são menos comuns do que no restante do continente. De acordo com o Eurostat, a Lituânia lidera, entre outros países da União Europeia, em pessoas com o ensino secundário (93,3%). Com base nos dados da OCDE, a Lituânia está entre os 5 principais países do mundo em nível de escolaridade pós-secundária (terciária). Em 2016, cerca de 54,9% da população de 25 a 34 anos e 30,7% da população de 55 a 64 anos tinham o ensino superior completo. A proporção de alunos de 25 a 64 anos com ensino superior em STEM (campos de ciência, tecnologia, engenharia e matemática) na Lituânia estava acima da média da OCDE (29% e 26%, respectivamente), da mesma forma que em negócios, administração e direito (25% e 23%, respectivamente).
O sistema educacional moderno da Lituânia possui vários problemas estruturais. Financiamento insuficiente, problemas de qualidade e diminuição da população estudantil são os mais prevalentes. Os salários dos professores lituanos são os mais baixos de toda a União Europeia. O relatório do PISA de 2010 relataram que os resultados da Lituânia em matemática, ciências e leitura estavam abaixo das médias da OCDE, sendo que o relatório do PISA de 2015 reafirmou essas conclusões. Tal como acontece com outras nações bálticas, em particular a Letônia, o grande volume de graduados do ensino superior dentro do país, juntamente com a alta taxa de segundas línguas faladas, está contribuindo para a chamada "fuga de cérebros" na educação.
Em 2008, havia no país 15 universidades públicas e 6 privadas, bem como 16 faculdades públicas e 11 privadas. A Universidade de Vilnius é uma das universidades mais antigas do Norte da Europa e a maior universidade da Lituânia. A Universidade de Tecnologia de Kaunas é a maior universidade técnica dos Estados Bálticos e a segunda maior universidade da Lituânia. Em uma tentativa de reduzir custos e se adaptar ao número cada vez menor de estudantes do ensino médio, o parlamento lituano decidiu reduzir o número de universidades na Lituânia. No início de 2018, a Universidade Lituana de Ciências da Educação e a Universidade Aleksandras Stulginskis foram fundidas e tornaram-se a Universidade Vytautas Magnus.

## Cultura
Apesar da religião pré-cristã na Lituânia ter se extinguido muito mais tarde do que em qualquer outro país europeu, a informação factual sobre a mitologia lituana é escassa e tardia. O interesse no tema aumentou desde o começo do século XIX, quando o material narrativo começou a ser coletado. Entretanto, a essa época a maioria dos lituanos de língua lituana já deixara de viver de acordo com as crenças e doutrinas da religião anterior, e contadores de histórias já não podiam mais explicar o significado delas precisa e adequadamente. Sem estas explicações, as canções e os contos populares coletados por pesquisadores pareciam a alguns mitologistas e historiadores mais o material cru a partir do qual uma mitologia ou epos heróico pode ser composto, em lugar da mitologia propriamente dita.
Por causa desta visão, vários pesquisadores preferiram escrever suas próprias reconstruções da mitologia lituana, baseados também em dados históricos, arqueológicos e etnográficos. A primeira reconstrução do tipo foi escrita pelo historiador lituano polacófono Theodor Narbutt no início do século XIX. Duas tentativas conhecidas de reconstrução foram tentadas mais recentemente por Marija Gimbutas e Algirdas Julien Greimas. Este método de reconstrução é espinhoso, e nenhuma das tentativas foi satisfatória.
As duas maiores dificuldades neste processo são, primeiro, o fato de que a mitologia lituana não era estática, mas constantemente desenvolvida, de forma que não permanecia da mesma forma ao longo dos períodos geralmente tratados pelos mitólogos. Em segundo, a mitologia eslava, que, em conceitos gerais, parece muito diferente de seus correspondentes lituanos e letões, teve certa influência no imaginário popular, o que afetou os dados etnográficos, e assim os julgamentos dos pesquisadores que os utilizaram.
Assim, as primeiras reconstruções e descrições da mitologia lituana oferecem uma descrição longe de verídica de seu objeto, sendo pouco mais que um mosaico de detalhes arbitrariamente selecionados de mitologias lituanas e bielorrussas. A coletânea de Narbutt e ideias levantadas por Adam Mickiewicz (por exemplo, em sua peça Dziady) estão entre elas, mas desde a segunda metade do século XIX os mitólogos se tornaram mais precisos, como resultado do conhecimento da pesquisa de linguistas contemporâneos, que mostra diferenças estruturais entre línguas eslavas e o idioma lituano (que faz parte das línguas bálticas).

### Desporto
Basquetebol é o desporto nacional na Lituânia. A seleção nacional de basquetebol da Lituânia tem tido um sucesso significativo em eventos internacionais, tendo ganhado um total de 10 medalhas nas diversas provas como o EuroBasket, Campeonatos do Mundo e Jogos Olímpicos. A Lituânia já formou vários jogadores que passaram pela NBA: Arvydas Sabonis, Šarūnas Marčiulionis, Žydrūnas Ilgauskas, Darius Songaila, Šarūnas Jasikevičius, Linas Kleiza. Arvydas Sabonis foi o primeiro lituano a estar inscrito no prestigiado memorial Basketball Hall of Fame nos Estados Unidos da América. Em 2013, a seleção nacional de basquetebol ganhou a medalha de prata no EuroBasket 2013.
A natação está progressivamente a ter um grande aumento de popularidade. Esse crescimento deve-se ao sucesso de Rūta Meilutytė que, aos 15 anos, ganhou a medalha de ouro na prova de 100 m peito femininos nos Jogos Olímpicos de 2012 em Londres.
O futebol continua a ser popular na Lituânia, embora não existam muitas infraestruturas que apoiem esse desporto. A Lyga é denominação da primeira liga de futebol profissional da Lituânia. Um pouco como no resto dos países europeus é seguida a Liga dos Campeões da UEFA e o Campeonato do Mundo.
Os jogadores de futebol mais famosos são: Edgaras Jankauskas, que já passou pelo SL Benfica e pelo FC Porto, tendo ganhado uma Liga dos campeões da UEFA de 2003–2004, e Deividas Šemberas, que ganhou uma Taça UEFA de 2004–2005 pelo CSKA, vencendo a final frente ao Sporting CP.
Recentemente, graças a Laura Asadauskaitė, a Lituânia também é respeitada no pentatlo moderno — a pentatleta conquistou a medalha de ouro tanto nos Jogos Olímpicos de Londres, em 2012, quanto no Campeonato Mundial de Pentatlo Moderno, disputado em 2013 em Taiwan.